# Dalby socken, Skåne
Dalby socken i Skåne ingick i Torna härad, ingår sedan 1974 i Lunds kommun och motsvarar från 2016 Dalby distrikt. 
Socknens areal är 26,47 kvadratkilometer varav 26,39 land. År 2000 fanns här 5 719 invånare.  Tätorten Dalby med sockenkyrkan Dalby kyrka ligger i socknen. 

## Administrativ historik
Socknen har medeltida ursprung. 
Vid kommunreformen 1862 övergick socknens ansvar för de kyrkliga frågorna till Dalby församling och för de borgerliga frågorna bildades Dalby landskommun. Landskommunen utökades 1952 och uppgick 1974 i Lunds kommun. Församlingen utökades 2002.
1 januari 2016 inrättades distriktet Dalby, med samma omfattning som församlingen hade 1999/2000.
Socknen har tillhört län, fögderier, tingslag och domsagor enligt vad som beskrivs i artikeln Torna härad. De indelta soldaterna tillhörde Södra skånska infanteriregementet, Torna och Färs kompanier.

## Geografi
Dalby socken ligger sydost om Lund med Romeleåsen i nordost. Socknen är en kuperad odlingsbygd med skogsbygd i nordost.

## Fornlämningar
Boplatser från stenåldern är funna. Från bronsåldern har funnits ett tiotal gravhögar. Från järnåldern finns två gravfält.

## Historia
Området runt Dalby var redan sedan länge en viktig kult- och bosättningsplats. Söder om ån i dalen ligger Kyrkheddinge, Mossheddinge och Kornheddinge, alla troligtvis utgående från en större, tidigare samlad bebyggelse som burit med den gamla ordformen "Heddinge". Möjligen var det också så att Sven Estridsson från sin far Skåne-jarlen Ulf Torgilssons släkt hade besittningar i Dalbytrakten. Från hans tid härstammar troligtvis den kungsgård vars rester man funnit under jord direkt väster om den nuvarande stenkyrkan. Ett antal stenlängor har grupperats runt en gårdsplan på ca 25 x 25 meter. Den västra längan har dessutom haft stenkällare. Rester efter stolpar visar att stenpalatset troligtvis haft en föregångare av trä. Ett myntfynd från 1017–1025 tyder på att denna äldsta kungsgård går tillbaka till det tidiga 1000-talet.
Biskopsstiftet i Dalby grundlades 1060 sedan kung Sven Estridsson fått Roms godkännande för att dela upp Roskildestiftet i nio nya stift, varav två i Skåne. Skälen till att inrätta två stift i Skåne, med bara en dryg mils avstånd mellan stiftskyrkorna i Lund och Dalby, är inte alldeles uppenbara, men det har bland annat föreslagits att Danmarks kung på detta sätt samtidigt försökte hålla sig väl med både kejsaren i Tyskland och viktiga makthavare i England, där den danska kronan försökte behålla fotfästet, vilket slutligen förlorades år 1066. Ett annat skäl till två biskopskyrkor så nära varandra kan vara att Dalby inrättats som missionscentrum för Dalbybiskopen Egino, vilken under 1060-talet kristnade Blekinge och var behjälplig med kristningen av delar av Mellansverige med Skara som utgångspunkt. Han planerade också, enligt Adam av Bremen, att förstöra hednatemplet i Gamla Uppsala.
Biskop Egino fick 1066 biskopsvärdigheten i Lund efter biskop Henrik, som fått rykte om sig att vara lättsinnig och ska ha supit ihjäl sig, varefter de båda stiften slogs samman och Egino flyttade till Lund.

## Namnet
Namnet skrevs i mitten av 1100-talet Dalby och kommer från kyrkbyn. Efterleden är by, 'gård; by'. Förleden innehåller dal, syftande på någon sänka..